# Tōru Iwatani
Tōru Iwatani  (岩谷徹 Iwatani Tōru?, Meguro, Tokio; 25 de enero de 1955) es un diseñador de videojuegos japonés que pasó gran parte de su carrera trabajando para Namco. Es conocido como el creador del juego de arcade Pac-Man (1980).

## Primeros años
Iwatani nació en el distrito de Meguro de Tokio, Japón, el 25 de enero de 1955. Mientras estaba en el jardín de infancia, él y su familia se mudaron a la región de Tōhoku en Japón después de que su padre consiguiera un trabajo como ingeniero para Japan Broadcasting Corporation. Después de convertirse en estudiante de secundaria, Iwatani regresó a Tokio y se graduó de la Escuela secundaria de la Universidad Metropolitana de Tokio, antes de graduarse de la Facultad de Ingeniería de la Universidad de Tokai. Iwatani fue autodidacta en informática sin ninguna formación formal en programación o diseño gráfico. A menudo llenaba sus libros de texto escolares con manga disperso, que afirma que tuvo una gran influencia en los diseños de personajes de sus juegos.

## Carrera

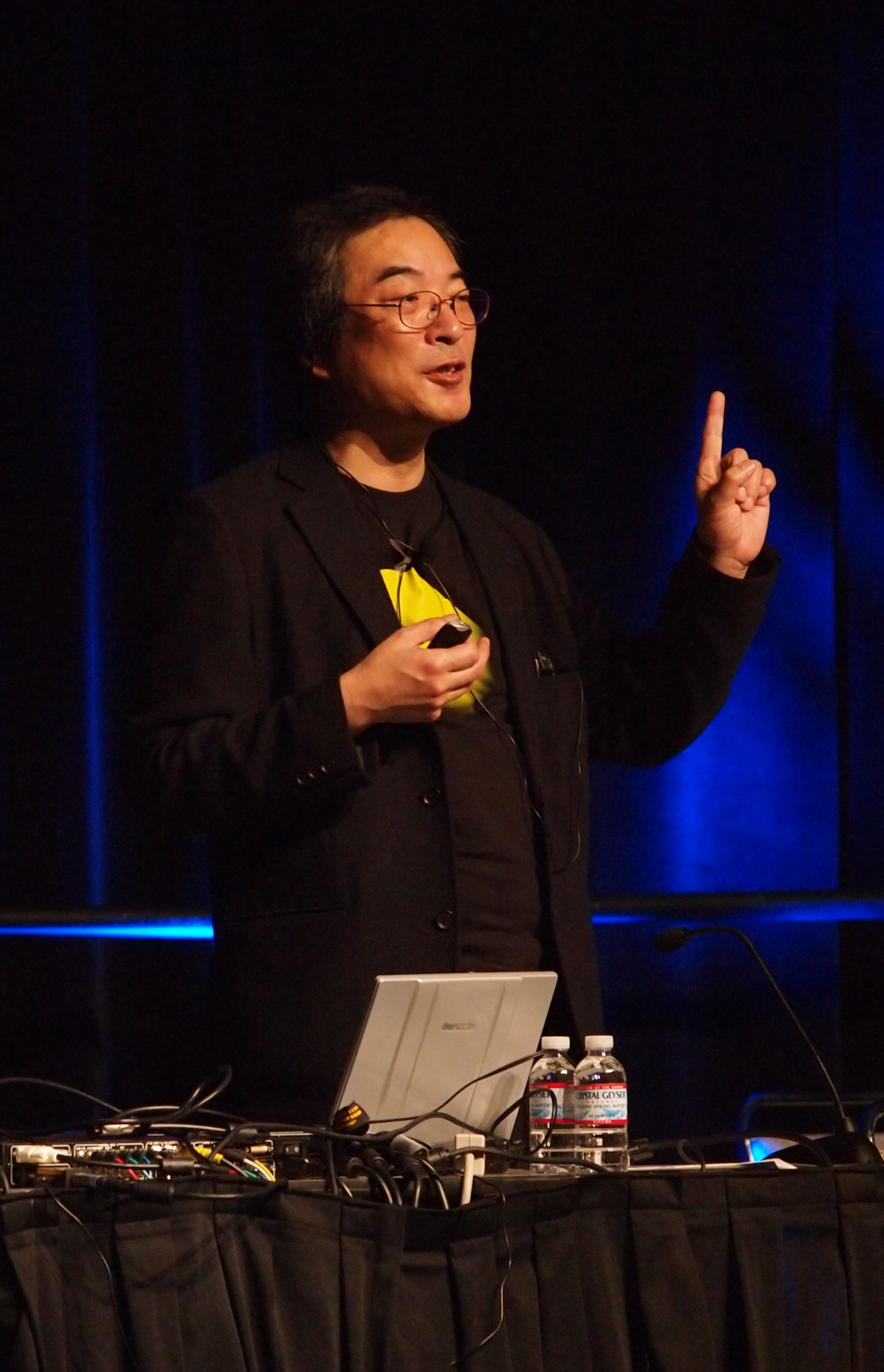
Tōru Iwatani en 2011.

A la edad de 22 años, Iwatani se unió a la editorial japonesa de videojuegos Namco en 1977. Antes de unirse, Namco había adquirido los derechos de la división japonesa de Atari, Inc. de Nolan Bushnell, otorgándoles los derechos para distribuir muchos de los juegos de la compañía, como Breakout, en todo el país. Esto se convirtió en un éxito sin precedentes para Namco, y los hizo interesados en producir sus propios videojuegos internamente en lugar de depender de otras compañías para que les hicieran juegos. Iwatani fue asignado a la división de desarrollo de videojuegos de la empresa a su llegada. Originalmente quería crear máquinas de pinball, sin embargo, los ejecutivos de Namco rechazaron la idea debido a problemas relacionados con las patentes. Como una especie de compromiso, a Iwatani se le permitió crear un videojuego basado en el concepto de pinball. Con la ayuda del programador Shigeichi Ishimura, Iwatani creó Gee Bee, lanzado en 1978. Aunque no fue tan exitoso como esperaba la compañía, Gee Bee ayudó a Namco a establecerse en el mercado de los videojuegos en expansión gradual. En 1979 se lanzaron dos secuelas, Bomb Bee y Cutie Q, en las que Iwatani trabajó como diseñador.

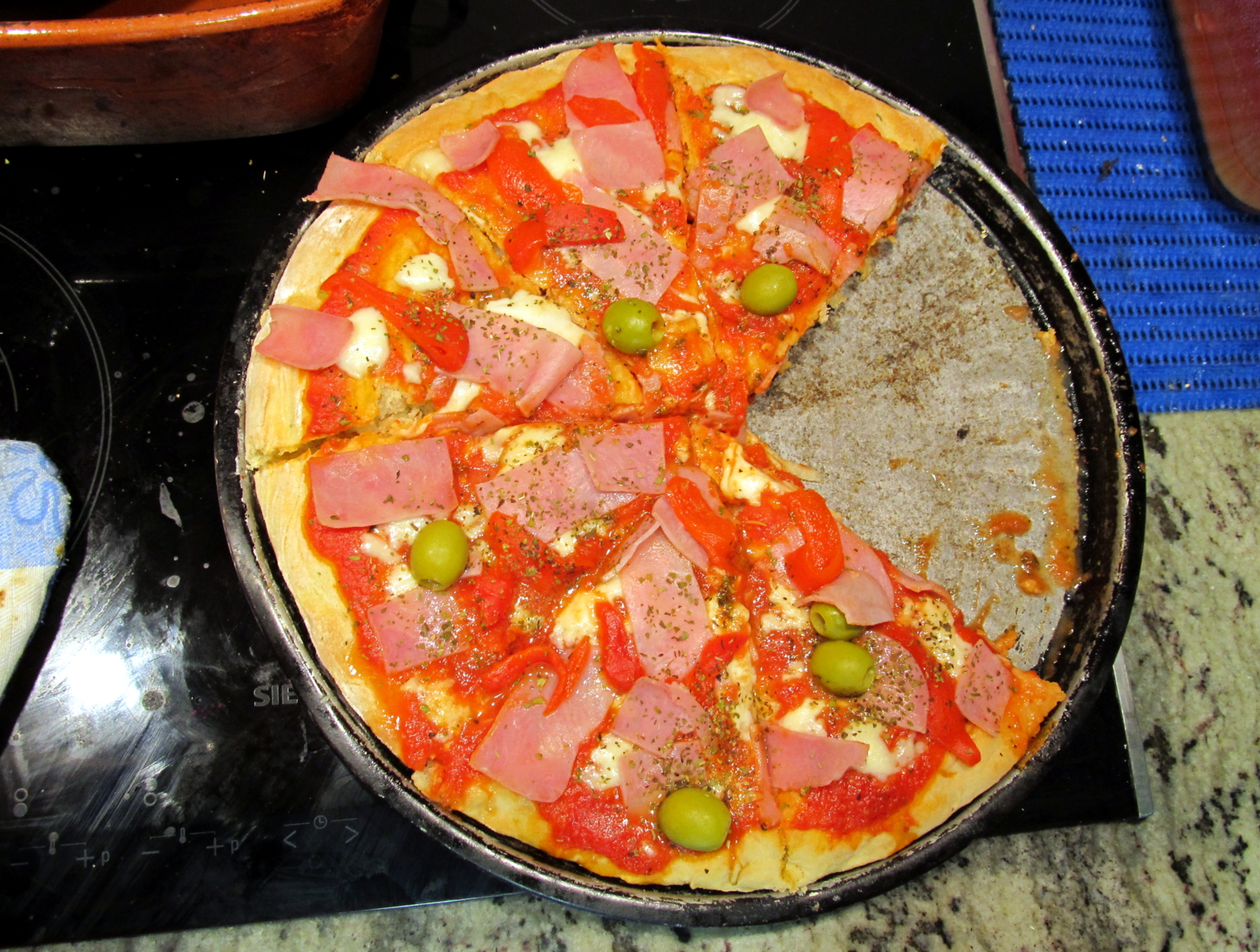
Según Tōru Iwatani, la inspiración del diseño de Pac-Man fue la pizza sin una rebanada.

Hacia fines de 1979, Iwatani se decepcionó de la industria de los videojuegos, pensando que el mercado solo atraía a los hombres mediante el uso de juegos violentos de "guerra", como Space Invaders, y juegos deportivos que recuerdan a Pong. Decidió crear un videojuego que atrajera a las mujeres, con un diseño de personajes lindo y colorido y un juego fácil de entender, basado en el concepto de comer. Trabajando con un pequeño equipo de nueve empleados, Iwatani creó Pac-Man, comercializado de prueba el 22 de mayo de 1980 y lanzado en Japón en julio y en Norteamérica en octubre. Si bien resultó ser un éxito moderado en Japón, superado por el propio Galaxian de Namco, Pac-Man fue un éxito astronómico en América del Norte, vendiendo rápidamente más de 100,000 unidades de arcade y convirtiéndose en el juego de arcade más vendido y más taquillero de todos los tiempos. Pac-Man se ha convertido desde entonces en el videojuego más exitoso de Namco de todos los tiempos y el título característico de la compañía. Después de su lanzamiento, Iwatani fue ascendido dentro de las filas de Namco, y finalmente se convirtió en responsable de supervisar la administración de la empresa. A pesar del éxito de Pac-Man, Iwatani no recibió ningún tipo de bonificación ni cambio de salario. Una historia que se repite a menudo es que Iwatani dejó a Namco furioso por la falta de reconocimiento o adiciones a su salario, que ha afirmado que es falso.
Iwatani pasó a diseñar Libble Rabble en 1983, un rompecabezas de palancas gemelas basado en un juego que había jugado en su infancia. Iwatani afirma que Libble Rabble es su juego favorito. También trabajó como productor de muchos de los juegos arcade de Namco, incluidos Rally-X, Galaga, Pole Position, Ridge Racer y Time Crisis. Desde abril de 2005, impartió la asignatura de Estudios de Diseño de Personajes en la Universidad de Arte de Osaka como profesor invitado. Iwatani dejó Namco en marzo de 2007 para convertirse en profesor de tiempo completo en la Universidad Politécnica de Tokio. Iwatani regresó a sus raíces Pac-Man en 2007 cuando desarrolló Pac-Man Championship Edition para Xbox 360, que afirma es el juego final que desarrollará.
El 3 de junio de 2010, en el Festival of Games, Iwatani recibió un certificado de Guinness World Records por Pac-Man con la mayor cantidad de "máquinas recreativas que funcionan con monedas" instaladas en todo el mundo: 293,822. El récord se estableció y reconoció en 2005, y se registró en el Guinness World Records: Gamer's Edition 2008.
Iwatani participó del documental del año 2001, Thumb Candy ("Thumb Candy: The History of Computer Games) "  y realizó un cameo en una escena de la película Pixels del 2015. Vale aclarar que en las escenas donde participa con los principales actores, Iwatani es representado por el actor Denis Akiyama.

## Trabajos
| Título                       | Año de lanzamiento | Oficio                 |
| ---------------------------- | ------------------ | ---------------------- |
| Gee Bee                      | 1978               | Diseñador              |
| Cutie Q                      | 1979               | Diseñador              |
| Pac-Man                      | 1980               | Diseñador              |
| Rally-X                      | 1980               | Productor              |
| Galaga                       | 1981               | Productor              |
| Pole Position                | 1982               | Productor              |
| Super Pac-Man                | 1982               | Diseñador              |
| Pole Position II             | 1983               | Productor              |
| Libble Rabble                | 1983               | Diseñador              |
| Pac-Land                     | 1984               | Productor              |
| Pac-Mania                    | 1987               | Director               |
| Quester                      | 1987               | Productor              |
| Ridge Racer                  | 1993               | Productor              |
| Time Crisis                  | 1995               | Productor              |
| Pac-Man Championship Edition | 2007               | Supervisor de proyecto |

## Escritos
- Iwatani, Toru (17 de septiembre de 2005). Pakkuman no Gēmu Gaku Nyūmon [Pacman's Methods [sic]]. Enter Brain. ISBN 978-4757717527.
- Iwatani, Toru (21 de junio de 2012). Gēmu no Ryūgi [The style of game [sic]]. Ohta Books. ISBN 978-4778313265.